# Islotes les Éclaireurs
Die Islotes les Éclaireurs sind eine Ansammlung kleiner Eilande im argentinischen Teil des Beagle-Kanals nahe der chilenischen Grenze im Osten der Bucht von Ushuaia. Bei den Yámana heißen sie Kashuna.

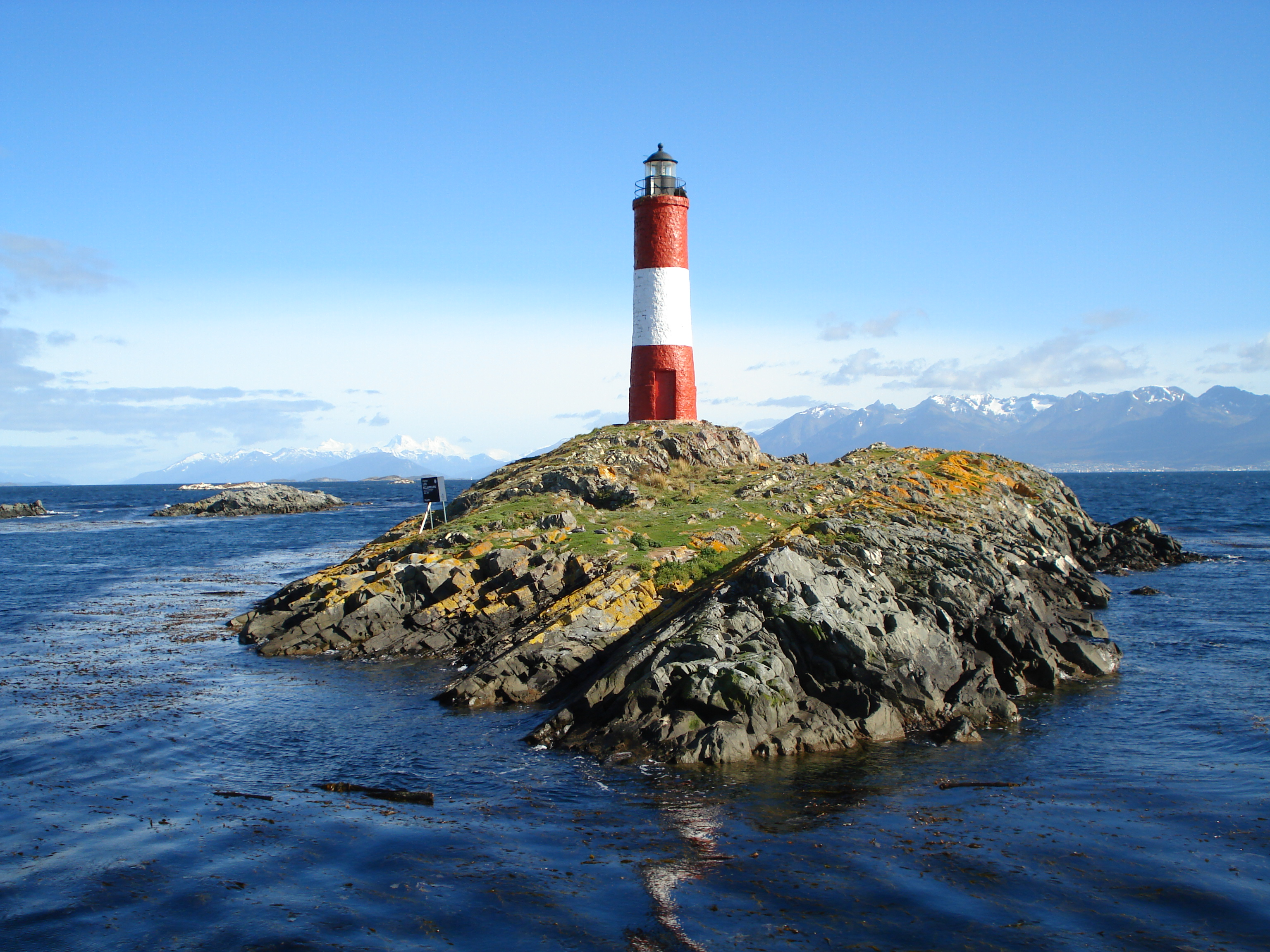
Leuchtturm Les Éclaireurs

Ihren Namen erhielten die Inseln von Fregattenkapitän Luis Fernando Martial, Kapitän des Schiffes La Romanche auf einer französischen wissenschaftlichen Expedition im September 1882.
Die bekannteste Insel ist die Isla de los Lobos im Westen der Gruppe, auch Isla Alicia genannt, zu der von Ushuaia aus regelmäßig von verschiedenen Anbietern Schiffs- und Bootsausflüge angeboten werden. Die Isla de los Lobos bekam ihren Namen durch die auf ihr zahlreichen Seelöwen. Außerdem gibt es eine Brutkolonie von Kormoranen. Auf der nordöstlichsten Insel steht der Leuchtturm Faro Les Éclaireurs.